# Ronde van Frankrijk 2019/Negentiende etappe
De negentiende etappe van de Ronde van Frankrijk 2019 werd verreden op 26 juli over een lengte van 126,5 kilometer van Saint-Jean-de-Maurienne naar Tignes. Het was de tweede bergetappe in de Alpen. Het parcours ging over de Col de l'Iseran, het dak van deze Tour. De geplande aankomst was de Montée de Tignes (7,4 km à 7%). Als gevolg van slechte weersomstandigheden (overvloedige hagel) werd het parcours voor Tignes versperd door aardverschuivingen en besloot de organisatie de wedstrijd stil te leggen. Verder besloot de organisatie dat er geen etappewinnaar en geen winnaar van de strijdlust voor deze etappe zouden worden aangeduid. De tijden van aankomst op de Col de l'Iseran golden voor de opmaak van het algemeen klassement. Eerder in deze etappe moest de nummer vijf van het klassement Thibaut Pinot opgeven wegens knieklachten.
| Algemeen klassement |                    |                       |           |
| Plaats              | Naam               | Ploeg                 | Tijd      |
| 1                   | Egan Bernal        | Team INEOS            | 78u00'42" |
| 2                   | Julian Alaphilippe | Deceuninck–Quick-Step | + 48"     |
| 3                   | Geraint Thomas     | Team INEOS            | + 1'11"   |
| 4                   | Steven Kruijswijk  | Team Jumbo-Visma      | + 1'23"   |
| 5                   | Emanuel Buchmann   | BORA-hansgrohe        | + 1'50"   |
| 6                   | Mikel Landa        | Movistar Team         | + 4'30"   |
| 7                   | Rigoberto Urán     | EF Education First    | + 5'09"   |
| 8                   | Nairo Quintana     | Movistar Team         | + 5'17"   |
| 9                   | Alejandro Valverde | Movistar Team         | + 6'25"   |
| 10                  | Richie Porte       | Trek-Segafredo        | + 6'28"   |
|                     |                    |                       |           |
| 21                  | Xandro Meurisse    | Wanty-Gobert          | + 46'44"  |

1e etappe ·
2e etappe ·
3e etappe ·
4e etappe ·
5e etappe ·
6e etappe ·
7e etappe ·
8e etappe ·
9e etappe ·
10e etappe ·
11e etappe ·
12e etappe ·
13e etappe ·
14e etappe ·
15e etappe ·
16e etappe ·
17e etappe ·
18e etappe ·
19e etappe ·
20e etappe ·
21e etappe
Startlijst · Eindstanden · Afbeeldingen